# Лукас Подолски
Лукас Подолски (на немски: Lukas Podolski, рождено име Лукаш Подолски (на полски: Łukasz Podolski), прякор Полди) е германски футболист-нападател от полски произход. 

## Биография
Роден е на 4 юни 1985 г. в град Гливице, Полша. Той е син на полския футболист Валдемар Подолски. През 1987 г. когато е на 2 години семейството му се изселва в Германия и се установява в град Бергхайм, близо до Кьолн. Играе с номер 10 на фланелката в клубните си отбори и с номер 20 в Германия. Притежава всички качества на един модерен съвременен нападател. Винаги е желал да играе в националния отбор на своята родна страна Полша. През 2005 г. става рекламно лице на фирмата за спортни стоки Адидас.

## Кьолн
Първият отбор в който играе Подолски (от 1991 г.) е германския ФК Бергхайм 07, след това (от юли 1995 г.) преминава в германския ФК Кьолн. През сезон 2003/2004 започва да играе в мъжкия състав на ФК Кьолн в Първа Бундеслига. На 1 юни 2006 г. преминава в Байерн за сумата от 10 милиона евро.

## Байерн Мюнхен
За Байерн дебютира на 11 август срещу Борусия Дортмунд. На 14 октомври вкарва първия си гол за „баварците“. Той е срещу Херта. След привличането на Мирослав Клозе и Лука Тони, Полди почти не започва като титуляр и много скоро формата му пада.

## Завръщане в Кьолн
В началото на сезон 2009 – 10 преминава в Кьолн, но сезонът за Подолски е разочароващ – той вкарва едва 2 гола. През сезон 2010 – 11 Полди вкарва 13 гола за Кьолн и е основна фигура в състава на „козлите“. През март 2011 вкарва своят гол номер 50 в Бундеслигата. Въпреки изпадането на Кьолн във Втора Бундеслига, Подолски изиграва невероятен сезон – вкарва 18 гола в 29 мача. На 30.4.2012 г. става ясно, че Подолски ще играе в лондонския Арсенал от лятото, до неопределен срок.

## Арсенал
На 12 август 2012, Подолски вкарва два гола в предсезонен мач срещу бившия си Кьолн, единият от дузпа за победата на Арсенал с 4 – 0. Дебютира официално на 18 август в мача Арсенал-Съндърланд, завършил 0 – 0 след разочароващо представяне на Арсенал. Той играе 63 минути, след което е заменен от друг играч, закупен през лятото на 2012 – Оливие Жиру.

## Интер
На 5 януари 2015 г. Лукас пристигна в Милано, където преминава при нерадзурите под наем от Арсенал до края на сезона с опция за откупуване правата на играча от страна на Интер. Трансферната сума не се съобщава.

## Национален отбор
През 2003, полските медии предполагат, че Подолски ще играе за Полша. Tогавашния треньор на отбора, Павел Янаш обаче, е на друго мнение – той открито заявява, че един или два добри мача в Бундеслигата не означават, че има място в националния отбор, a в Полша има достатъчно други нападатели, които заслужават това място.
След като таланта му вече е открит, Подолски е решил да играе за Германия.

## Евро 2004
През 2004 участва на Европейското в Португалия, записвайки 1 мач, влязъл на мястото на Торстен Фрингс срещу Чехия.

## Световно първенство 2006
Дебютира на Световно първенство на 9 юни 2006 г. в мача Германия-Коста Рика (4 – 2). Първият си гол на световно първенство отбелязва в третия мач на Германия с Еквадор, завършил 3 – 0. В осминафиналната среща Германия-Швеция (2 – 0) отбелязва и двата гола за Германия. Така става първият играч от 1962 насам, който вкарва 2 гола в рамките на 12 минути в мач от Световно. Той е едва третият играч за всички времена, който може да се похвали с такова постижение. Трите гола на Подолски на това световно го изравняват по голове със Роналдиньо, Тиери Анри, Фернандо Торес, Давид Вия, Макси Родригез, Ернан Креспо и Зинедин Зидан. Подолски е обявен за най-добър млад играч на първенството, подобно на играчи като Лионел Меси и Кристиано Роналдо.

## Евро 2008
В квалификациите за Евро 2008, Подолски вкарва 4 гола за рекордния разгром на Германия над Сан Марино с 13 – 0. Той е третият футболист, който вкарва 4 гола за Германия (след Герд Мюлер и Михаел Балак). На квалификациите Подолски показва докрай голмайсторските си умения, като вкарва два гола на Словакия (4 – 1) и Кипър, където допринася за всичките 4 гола.
На 8 юни Подолски играе срещу родината си – Полша, която за първи път преминава отвъд квалификациите на европейско първенство. Тези два гола го слагат начело във временното класиране, но това трае докато Давид Вия не отбелязва хеттрик срещу Русия. На следващия мач, срещу Хърватия, вкарва единствения гол за Германия отново в 79-а минута, докогато хърватите изненадващо водят с 2 – 0. В четвъртфинала срещу Португалия, Подолски центрира към Бастиан Швайнщайгер, който вкарва единствения гол в мача с глава.
За да затвърди партньорството между Марио Гомес и Мирослав Клозе, Йоахим Льов използва Подолски като атакуващ полузащитник, а не като нападател. След недоволството на феновете обаче, Подолски е върнат на обичайната си позиция – нападател.
Това не помага на Германия на финала – Подолски дава всичко от себе си, но немците губят от Испания с 1 – 0.
По време на европейското, Подолски получава удар с глава от Давид Силва, който обаче остава незабелязан от съдиите. Подолски влиза в идеалния отбор на Евро 2008.

## Световно първенство 2010
Още в първия мач на Германия в квалификациите за Световно първенство по футбол 2010 в ЮАР, Подолски вкарва два гола срещу Лихтенщайн и забожда гол на Русия. След квалификациите, Подолски се нарежда втори при голмайсторите след сънародника си Мирослав Клозе.
Отличното представяне на Подолски продължава и в груповата фаза, като още в първия мач срещу Австралия вкарва първия немски гол, а по-късно подава на Томас Мюлер за третия гол. В мача срещу Сърбия Подолски е спънат в наказателното поле от Неманя Видич през второто полувреме и получава правото да изпълни дузпата, но я пропуска. През 36-а минута Мирослав Клозе е изгонен след 2-ри жълт картон, а Германия губи изненадващо с 1 – 0.
Подли все пак се реваншира на 1/16 финала срещу Англия, където вкарва за 2 – 0. Мача завършва 4 – 1.
Последния мач на Германия на това Световно първенство по футбол е срещу Аржентина. Подолски подава на Мирослав Клозе за втория гол в мача (първия на Клозе, тъй като той се разписва два пъти в мача). Немците печелят отново много убедително с 4 – 0.
Те отново са спряни от Червената фурия, Испания, отново със 1 – 0, но този път гола е на Карлес Пуйол в 73-та минута.

## Евро 2012
Подолски записва 2 асистенции и 3 гола в квалификационната фаза за Евро 2012, с което спомага за пълния актив на Германия – 10 победи от 10 мача. Подли играе и в трите мача в груповата фаза, третия от които е неговия мач номер 100 с националната фланелка на Германия и се разписва в него. Последния мач на Подли в турнира е последен и за немците – те губят с 2 – 1 на полуфинала от Италия, в който светлините са насочени изцяло към Марио Балотели – изгряваща италианска звезда. Балотели вкарва и двата гола за „адзурите“.
На свой ред, адзурите губят на финала. Този път отново триумфира Испания. Червената фурия ги отнася с 4 – 0.

## Статистика
| Отбор             | Отбор                   | Отбор             | Първенство | Първенство | Купа   | Купа   | Купа на лигата | Купа на лигата | Евротурнири | Евротурнири | Общо   | Общо   |
| Клуб              | Лига                    | Сезон             | Мачове     | Голове     | Мачове | Голове | Мачове         | Голове         | Мачове      | Голове      | Мачове | Голове |
| ----------------- | ----------------------- | ----------------- | ---------- | ---------- | ------ | ------ | -------------- | -------------- | ----------- | ----------- | ------ | ------ |
| Кьолн II          | Северна регионална лига | 2002/03           | 1          | 0          | –      | –      | –              | –              | –           | –           | 1      | 0      |
| Кьолн II          | Северна регионална лига | 2003/04           | 1          | 0          | –      | –      | –              | –              | –           | –           | 1      | 0      |
| Кьолн II          | Северна регионална лига | Total             | 2          | 0          | –      | –      | –              | –              | –           | –           | 2      | 0      |
| 1. ФК Кьолн       | Бундеслига              | 2003/04           | 19         | 10         | 1      | 0      | –              | –              | –           | –           | 20     | 10     |
| 1. ФК Кьолн       | Втора Бундеслига        | 2004/05           | 30         | 24         | 2      | 5      | –              | –              | –           | –           | 32     | 29     |
| 1. ФК Кьолн       | Бундеслига              | 2005/06           | 32         | 12         | 1      | 0      | –              | –              | –           | –           | 33     | 12     |
| 1. ФК Кьолн       | Бундеслига              | Общо              | 81         | 46         | 4      | 5      | –              | –              | –           | –           | 84     | 51     |
| Байерн Мюнхен     | Бундеслига              | 2006/07           | 22         | 4          | 3      | 2      | 2              | 0              | 7           | 1           | 34     | 7      |
| Байерн Мюнхен     | Бундеслига              | 2007/08           | 25         | 5          | 4      | 0      | 0              | 0              | 12          | 5           | 41     | 10     |
| Байерн Мюнхен     | Бундеслига              | 2008/09           | 24         | 6          | 3      | 1      | –              | –              | 4           | 2           | 31     | 9      |
| Байерн Мюнхен     | Бундеслига              | Общо              | 71         | 15         | 10     | 3      | 2              | 0              | 23          | 8           | 106    | 26     |
| 1. ФК Кьолн       | Бундеслига              | 2009/10           | 27         | 2          | 4      | 1      | –              | –              | –           | –           | 31     | 3      |
| 1. ФК Кьолн       | Бундеслига              | 2010/11           | 32         | 13         | 2      | 1      | –              | –              | –           | –           | 34     | 14     |
| 1. ФК Кьолн       | Бундеслига              | 2011/12           | 16         | 14         | 2      | 0      | –              | –              | –           | –           | 18     | 14     |
| 1. ФК Кьолн       | Бундеслига              | Общо              | 75         | 29         | 8      | 2      | –              | –              | –           | –           | 83     | 31     |
| За цялата кариера | За цялата кариера       | За цялата кариера | 231        | 90         | 22     | 10     | 2              | 0              | 23          | 8           | 278    | 108    |